# Omalodes vapulo
Omalodes vapulo är en skalbaggsart som beskrevs av Sylvain Auguste de Marseul 1861. Omalodes vapulo ingår i släktet Omalodes och familjen stumpbaggar. Inga underarter finns listade i Catalogue of Life.